# Pro Patria et Libertate Sezione Calcio 1962-1963
Questa pagina raccoglie le informazioni riguardanti la Pro Patria et Libertate Sezione Calcio nelle competizioni ufficiali della stagione 1962-1963.

## Stagione
Per la stagione 1962-1963 Piero Magni, sceglie di allenare a Bari, così il nuovo tecnico biancoblù diventa Franco Pedroni di Somma Lombardo, ex gloria milanista. L'ala mancina Abbondanzio Pagani viene ceduto al Brescia, diventano tigrotti Eugenio Bersellini, il mancino Benito Albini, e fa il suo esordio l'ala Gianfranco De Bernardi. L'avvio di campionato è positivo, poi qualcosa s'inceppa. In pieno inverno viene sostituito l'allenatore, arriva Cesare Pellegatta, si concluderà il torneo cadetto con 38 punti a metà classifica. Nel campionato di Serie B sono state promosse nella massima serie il Messina con 50 punti alla sua prima avventura in Serie A, Lazio e Bari con 48 punti. Cannoniere di stagione per i bustocchi, ancora Enrico Muzzio con diciassette reti, cinque in sola partita con il Parma.

## Rosa
| N. |                   | Ruolo | Calciatore             |
| -- | ----------------- | ----- | ---------------------- |
|    | Italia (bandiera) | A     | Benito Albini          |
|    | Italia (bandiera) | D     | Giancarlo Amadeo       |
|    | Italia (bandiera) | C     | Eugenio Bersellini     |
|    | Italia (bandiera) | A     | Ennio Biffi            |
|    | Italia (bandiera) | C     | Vittorino Calloni      |
|    | Italia (bandiera) | D     | Danilo Colombo         |
|    | Italia (bandiera) | C     | Adelio Crespi          |
|    | Italia (bandiera) | A     | Giuseppe Dappiano      |
|    | Italia (bandiera) | A     | Gianfranco De Bernardi |
|    | Italia (bandiera) | C     | Pierangelo De Bernardi |
|    | Italia (bandiera) | P     | Luigi Della Vedova     |

| N. |                   | Ruolo | Calciatore           |
| -- | ----------------- | ----- | -------------------- |
|    | Italia (bandiera) | C     | Pasquale Lombardi    |
|    | Italia (bandiera) | A     | Angelo Meraviglia    |
|    | Italia (bandiera) | A     | Enrico Muzzio        |
|    | Italia (bandiera) | P     | Umberto Provasi      |
|    | Italia (bandiera) | C     | Carlo Regalia        |
|    | Italia (bandiera) | C     | Angelo Rimoldi       |
|    | Italia (bandiera) | C     | Franco Rondanini     |
|    | Italia (bandiera) | A     | Renzo Rovatti        |
|    | Italia (bandiera) | C     | Paolo Signorelli     |
|    | Italia (bandiera) | D     | Giuseppe Taglioretti |

## Risultati

### Serie B

#### Girone di andata
| Arbitro: | Righetti (Torino) |

|                       |           |  |
| Crespi 16’ Muzzio 68’ | Marcatori |  |

| Arbitro: | Marengo (Chiavari) |

|                   |           |                               |
| Vit 9’ Secchi 58’ | Marcatori | 16’ Muzzio 46’ (aut.) Frigeri |

| Udine 30 settembre 1962 3ª giornata | Udinese        | 0 – 0 | Pro Patria | Stadio Moretti\| Arbitro: \| Monti (Ancona) \| |
| Arbitro:                            | Monti (Ancona) |       |            |                                                |

| Arbitro: | Angelini (Firenze) |

|                       |           |  |
| Crespi 34’ Muzzio 37’ | Marcatori |  |

| Arbitro: | Lombardini (Firenze) |

|                        |           |                         |
| Rovatti 2’ Regalia 11’ | Marcatori | 3’ Susan 72’ Ghersetich |

| Arbitro: | Samani (Trieste) |

|                   |           |            |
| Lazzotti 56’, 58’ | Marcatori | 34’ Muzzio |

| Arbitro: | Palazzo (Palermo) |

|                 |           |  |
| De Bernardi 86’ | Marcatori |  |

| Arbitro: | Carminati (Milano) |

|                                                      |           |                 |
| Pagani 20’, 55’ Dellagiovanna 52’ Rambone 75’ (rig.) | Marcatori | 70’ De Bernardi |

| Arbitro: | D'Agostini (Roma) |

|                |           |  |
| Muzzio 3’, 83’ | Marcatori |  |

| Cosenza 18 novembre 1962 10ª giornata | Cosenza        | 0 – 0 | Pro Patria | Stadio Emilio Morrone\| Arbitro: \| Rancher (Roma) \| |
| Arbitro:                              | Rancher (Roma) |       |            |                                                       |

| Arbitro: | Samani (Trieste) |

|                                              |           |  |
| Catalano 31’ (rig.) Visentin 34’ Cicogna 83’ | Marcatori |  |

| Arbitro: | Di Tonno (Lecce) |

|                       |           |  |
| Muzzio 43’ Albini 48’ | Marcatori |  |

| Arbitro: | Babini (Ravenna) |

|  |           |              |
|  | Marcatori | 82’ Ferrario |

| Arbitro: | Orlando (Bergamo) |

|                                               |           |                 |
| Morelli 5’ Derlin 9’ Carminati 25’ (rig.) 40’ | Marcatori | 17’ De Bernardi |

| Arbitro: | Palazzo (Palermo) |

|  |           |                            |
|  | Marcatori | 19’ De Bernardi 37’ Albini |

| Arbitro: | Cadel (Mestre) |

|                                     |           |  |
| Muzzio 2’, 69’, 70’ Muzzio 81’, 86’ | Marcatori |  |

| Lecco 13 gennaio 1963 17ª giornata | Lecco             | 0 – 0 | Pro Patria | Stadio Mario Rigamonti\| Arbitro: \| Righetti (Torino) \| |
| Arbitro:                           | Righetti (Torino) |       |            |                                                           |

| Arbitro: | De Robbio (Torre Annunziata) |

|                  |           |              |
| Grevi 27’ (aut.) | Marcatori | 47’ Mazzanti |

| Busto Arsizio 27 gennaio 1963 19ª giornata | Pro Patria     | 0 – 0 | Lazio | Stadio Comunale\| Arbitro: \| Monti (Ancona) \| |
| Arbitro:                                   | Monti (Ancona) |       |       |                                                 |

#### Girone di ritorno
| Arbitro: | Cataldo (Reggio Calabria) |

|              |           |  |
| Pirovano 80’ | Marcatori |  |

| Arbitro: | Acernese (Roma) |

|            |           |              |
| Muzzio 84’ | Marcatori | 81’ Santelli |

| Arbitro: | Righetti (Torino) |

|             |           |  |
| Regalia 63’ | Marcatori |  |

| Arbitro: | Politano (Cuneo) |

|                                      |           |  |
| Brambilla 16’, 79’ Muzzio 64’ (aut.) | Marcatori |  |

| Catanzaro 3 marzo 1963 24ª giornata | Catanzaro           | 0 – 0 | Pro Patria | Stadio Militare\| Arbitro: \| Bernardis (Trieste) \| |
| Arbitro:                            | Bernardis (Trieste) |       |            |                                                      |

| Arbitro: | Cataldo (Reggio Calabria) |

|            |           |            |
| Muzzio 37’ | Marcatori | 90’ Patino |

| Arbitro: | Cirone (Palermo) |

|                      |           |  |
| Sestili 34’ Mari 36’ | Marcatori |  |

| Arbitro: | De Marchi (Pordenone) |

|  |           |               |
|  | Marcatori | 38’ Rizzolini |

| Arbitro: | Angonese (Mestre) |

|              |           |  |
| Gambarini 9’ | Marcatori |  |

| Arbitro: | Politano (Cuneo) |

|                           |           |  |
| Bersellini 50’ Albini 55’ | Marcatori |  |

| Busto Arsizio 21 aprile 1963 30ª giornata | Pro Patria         | 0 – 0 | Bari | Stadio Comunale\| Arbitro: \| Angelini (Firenze) \| |
| Arbitro:                                  | Angelini (Firenze) |       |      |                                                     |

| Cagliari 28 aprile 1963 31ª giornata | Cagliari       | 0 – 0 | Pro Patria | Stadio Amsicora\| Arbitro: \| Monti (Ancona) \| |
| Arbitro:                             | Monti (Ancona) |       |            |                                                 |

| Arbitro: | Babini (Ravenna) |

|                |           |            |
| Gianesello 73’ | Marcatori | 42’ Albini |

| Busto Arsizio 12 maggio 1963 33ª giornata | Pro Patria        | 0 – 0 | Como | Stadio Comunale\| Arbitro: \| Angonese (Mestre) \| |
| Arbitro:                                  | Angonese (Mestre) |       |      |                                                    |

| Arbitro: | Marengo (Chiavari) |

|                                       |           |  |
| Muzzio 21’, 29’ Albini 59’ Crespi 77’ | Marcatori |  |

| Parma 26 maggio 1963 35ª giornata | Parma          | 0 – 0 | Pro Patria | Stadio Ennio Tardini\| Arbitro: \| Barolo (Noale) \| |
| Arbitro:                          | Barolo (Noale) |       |            |                                                      |

| Arbitro: | Orlando (Bergamo) |

|            |           |  |
| Crespi 59’ | Marcatori |  |

| Arbitro: | Lombardini (Firenze) |

|                  |           |            |
| Kölbl 85’ (rig.) | Marcatori | 52’ Muzzio |

| Arbitro: | De Marchi (Pordenone) |

|                         |           |  |
| Landoni 28’ Morrone 69’ | Marcatori |  |

### Coppa Italia
| Arbitro: | Politano (Cuneo) |

|                       |           |               |
| Bersellini 36’ (rig.) | Marcatori | 48’, 74’ Toro |

## Statistiche

### Statistiche di squadra
| Competizione | Punti | In casa | In casa | In casa | In casa | In casa | In casa | In trasferta | In trasferta | In trasferta | In trasferta | In trasferta | In trasferta | Totale | Totale | Totale | Totale | Totale | Totale | DR |
| Competizione | Punti | G       | V       | N       | P       | Gf      | Gs      | G            | V            | N            | P            | Gf           | Gs           | G      | V      | N      | P      | Gf     | Gs     | DR |
| ------------ | ----- | ------- | ------- | ------- | ------- | ------- | ------- | ------------ | ------------ | ------------ | ------------ | ------------ | ------------ | ------ | ------ | ------ | ------ | ------ | ------ | -- |
| Serie B      | 38    | 19      | 10      | 7       | 2       | 27      | 7       | 19           | 1            | 9            | 9            | 9            | 26           | 38     | 11     | 16     | 11     | 36     | 33     | +3 |
| Coppa Italia |       | 1       | 0       | 0       | 1       | 1       | 2       | -            | -            | -            | -            | -            | -            | 1      | 0      | 0      | 1      | 1      | 2      | -1 |
| Totale       |       | 20      | 10      | 7       | 3       | 28      | 9       | 19           | 1            | 9            | 9            | 9            | 26           | 39     | 11     | 16     | 12     | 37     | 35     | +2 |

### Statistiche dei giocatori
| Giocatore       | Serie B  | Serie B | Coppa Italia | Coppa Italia | Totale   | Totale |
| Giocatore       | Presenze | Reti    | Presenze     | Reti         | Presenze | Reti   |
| --------------- | -------- | ------- | ------------ | ------------ | -------- | ------ |
| B. Albini       | 26       | 5       | -            | -            | 26       | 5      |
| G. Amadeo       | 38       | 0       | 1            | 0            | 39       | 0      |
| E. Bersellini   | 17       | 1       | 1            | 1            | 18       | 2      |
| E. Biffi        | 1        | 0       | -            | -            | 1        | 0      |
| V. Calloni      | 22       | 0       | -            | -            | 22       | 0      |
| D. Colombo      | 8        | 0       | -            | -            | 8        | 0      |
| A. Crespi       | 30       | 4       | 1            | 0            | 31       | 4      |
| G. Dappiano     | 3        | 0       | -            | -            | 3        | 0      |
| G. De Bernardi  | 14       | 4       | 1            | 0            | 15       | 4      |
| P. De Bernardi  | 2        | 0       | -            | -            | 2        | 0      |
| L. Della Vedova | 14       | -18     | 1            | -2           | 15       | -20    |
| P. Lombardi     | 18       | 0       | -            | -            | 18       | 0      |
| A. Meraviglia   | 2        | 0       | -            | -            | 2        | 0      |
| E. Muzzio       | 35       | 18      | 1            | 0            | 36       | 18     |
| U. Provasi      | 24       | -15     | -            | -            | 24       | -15    |
| C. Regalia      | 31       | 2       | 1            | 0            | 32       | 2      |
| A. Rimoldi      | 11       | 0       | -            | -            | 11       | 0      |
| F. Rondanini    | 28       | 0       | 1            | 0            | 29       | 0      |
| R. Rovatti      | 29       | 1       | 1            | 0            | 30       | 1      |
| P. Signorelli   | 37       | 0       | 1            | 0            | 38       | 0      |
| G. Taglioretti  | 28       | 0       | 1            | 0            | 29       | 0      |